# معركة مخيم اليرموك (ديسمبر 2012)
معركة مخيم اليرموك كانت فترة اشتباكات عنيفة في مخيم اليرموك خلال الحرب الأهلية السورية. اليرموك هو حي في دمشق يعد مأوى لأكبر جالية من اللاجئين الفلسطينيين في سوريا. وكان القتال بين الجيش السوري و‌الجبهة الشعبية لتحرير فلسطين – القيادة العامة من جهة، و‌الثوار السوريين من جهة أخرى. وكان من ضمن الثوار الجيش السوري الحر ومجموعة من الفلسطينيين، يطلق عليهم لواء العاصفة. في 17 ديسمبر، أفيد بأن الجيش السوري والفلسطينيين المناهضين للأسد اتخذوا السيطرة على المخيم. وافق الجيش السوري الحر والجيش السوري على مغادرة اليرموك باعتباره، منطقة محايدة منزوعة السلاح، ولكن الاشتباكات المتقطعة استمرت.

## خلفية
في بداية الحرب الأهلية السورية في عام 2011، كانت الجبهة الشعبية لتحرير فلسطين – القيادة العامة تتمركز في اليرموك ودعمت حكومة حزب البعث في سوريا بقيادة عائلة الأسد. في بداية الحرب، نشأت توترات في اليرموك بين الجبهة الشعبية لتحرير فلسطين – القيادة العامة والسكان الفلسطينيين المناوئين للأسد. في 5 يونيو 2011، تم قتل عدد من سكان اليرموك بالرصاص بينما كانوا يحتجون على الحدود الإسرائيلية. غاضبين حسبما زُعم من رفض الجبهة الشعبية لتحرير فلسطين – القيادة العامة المشاركة في هذه الاحتجاجات، أحرق آلاف المشيعين مقرها في اليرموك. وفتح أفراد الجبهة الشعبية لتحرير فلسطين – القيادة العامة النار على الحشد، مما أسفر عن مقتل 14 فلسطينياً وإصابة 43.
في 3 أغسطس 2012، ذكرت قناة العربية أن ما يزيد على 21 مدنياً قتلوا عندما قصف الجيش السوري اليرموك. أدان الرئيس الفلسطيني محمود عباس الجيش السوري لقصفه المخيم وانتقد الجبهة الشعبية لتحرير فلسطين – القيادة العامة لجرها الفلسطينيين إلى الصراع.
في 31 أكتوبر، أعلن الجيش السوري الحر أنه قد ساعد على تشكيل لواء من الفلسطينيين المناهضين للأسد يسمى لواء العاصفة، والذي تم تسليحه للسيطرة على مخيم اليرموك. واتهم زعيم الجبهة الشعبية لتحرير فلسطين – القيادة العامة أحمد جبريل ورجاله بالتحرش بسكان اليرموك ومهاجمة مقاتلي الجيش الحر. كما انضم العديد من الرجال الفلسطينيين من المخيم إلى غيرها من وحدات الجيش الحر وقاتلوا معهم في أحياء التضامن والحجر الأسود في دمشق.

## اشتباكات ديسمبر
بدأت معارك ضارية في اليرموك في 5 ديسمبر 2012 واستمرت حتى 17 ديسمبر. وشارك في القتال بشكل رئيسي الجيش السوري الحر (إلى جانب لواء العاصفة) في مواجهة الجبهة الشعبية لتحرير فلسطين – القيادة العامة.
في 16 ديسمبر، قصفت اليرموك طائرات الجيش السوري، للمرة الأولى منذ بداية الحرب الأهلية. وذكر نشطاء أن مدرسة ومسجد يأويان لاجئين قد ضربا. وذكر أن 23 على الأقل قتلوا، جميعهم مدنيين. وصل حوالي 1,000 فلسطيني لبنان بعد أقل من 48 ساعة من القصف. وقال الوافدين الجدد أن عدائهم بات صريحاً تجاه الحكومة السورية التي طالما صورت نفسها على أنها حامي الفلسطينيين في سوريا. وقالت أنباء فارس الإيرانية أن «الإرهابيين» الثوار دخلوا اليرموك وقتلت رمياً بالرصاص «العشرات من المدنيين الفلسطينيين والسوريين».
في 17 ديسمبر، زعم أن العديد من مقاتلي الجبهة الشعبية لتحرير فلسطين – القيادة العامة انشقوا إلى صفوف الثوار. وقال أحد قادة الجبهة الشعبية لتحرير فلسطين – القيادة العامة «شعرت أننا أصبحنا جنوداً لنظام الأسد، لا حراساً للمخيمات، لذلك قررت أن أنشق». وادعى أن قوات الحكومة وقفت جانباً وشاهدت بينما الجبهة الشعبية لتحرير فلسطين – القيادة العامة كانت تقاتل الثوار، دون مساعدة الفلسطينيين. قيل أن أحمد جبريل فر من دمشق إلى مدينة طرطوس المتوسطية. بيد أن، عضو المكتب السياسي للجبهة الشعبية لتحرير فلسطين – القيادة العامة حسام عرفات، أعلن أن جبريل كان لا يزال في دمشق وأن فقط عدد صغير من المقاتلين قد انشقوا. في ذلك اليوم، سيطرت قوات الثوار سيطرةَ كاملة على اليرموك وكذلك على مخيم فلسطيني آخر، بمساعدة من الفلسطينيين المناهضين للأسد، مخرجين مقاتلي الجبهة الشعبية لتحرير فلسطين – القيادة العامة الموالية للحكومة. قيل بأنه تم سحق مقاتلي الجبهة الشعبية لتحرير فلسطين – القيادة العامة الموالية للحكومة وتكبدوا خسائر كبيرة كما أنهم لم يتمكنوا من إجلاء جرحاهم بسبب قناصة الثوار على الأسطح. ومع ذلك، قامت القوات الحكومية بمحاصرة المخيم، بينما فر العديد من اللاجئين.
في 20 ديسمبر، قال الجيش السوري الحر أنه قد أخرج جميع المقاتلين الموالين للحكومة من اليرموك وأعاده إلى الفلسطينيين. قبل يوم واحد، أسفر القتال المتجدد على مشارف اليرموك عن مقتل مدني وأربعة أفراد من الجبهة الشعبية لتحرير فلسطين – القيادة العامة.
بعد وقت قصير، اتفق ممثلو الحكومة والثوار أن جميع الجماعات المسلحة يجب أن تنسحب من مخيم اليرموك وتركه كمنطقة محايدة. ونص الاتفاق أيضًا على أنه يجب تفكيك الجبهة الشعبية لتحرير فلسطين القيادة العامة وتسليم أسلحتها. غير أن، المتحدث باسم شبكة المخيمات الفلسطينية الموالية للثوار قال، "لقد كان تنفيذ الهدنة إشكالياً" بسبب "قصف الحكومة "المتقطع" لليرموك والاشتباكات على مشارفه. وأفاد مراسل وكالة فرانس برس عند دوار البطيخة، المدخل الرئيسي للمخيم، بإطلاق نار متفرق في 21 ديسمبر ولكن لم يشاهد أي مسلحين في شوارع اليرموك.

## التبعات
وبخت نظيرتها الجماعات الفلسطينية اليسارية—بما فيها الجبهة الشعبية لتحرير فلسطين، أكبر جماعة فلسطينية يسارية—جبريل والجبهة الشعبية لتحرير فلسطين – القيادة العامة. وقال أحد مسؤولي الجبهة الشعبية لتحرير فلسطين «الجميع يعرف الحجم الحقيقي للجبهة الشعبية لتحرير فلسطين – القيادة العامة. فهي لا تمثل الفلسطينيين». وقال آخر أن، جبريل «لا ينتمي حتى إلى اليسار الفلسطيني. هو أقرب إلى جماعات اليمين المتطرف منها إلى تلك الثورية اليسارية». في 18 ديسمبر، ندد المجلس الوطني الفلسطيني بجبريل، قائلاً أنه سيطرده لدوره في الصراع.
في 25 ديسمبر قيل أنه كان هناك قتال في أو حول اليرموك بين الثوار والجيش الشعبي (أو اللجان الشعبية) الموالي للحكومة.
في 28 ديسمبر، أفادت برس تي في بمزيد من الاشتباكات في اليرموك.
ذكرت الأونروا أن 12 شخصاً قتلوا وأصيب 20 بجروح خلال القتال في اليرموك في 17 يناير 2013.
بحلول يناير 2014، سيطر الجيش السوري الحر ولواء العاصفة على 75% من مخيم اللاجئين، في حين كانت الـ25% الأخرى يسيطر عليها الجيش السوري والجبهة الشعبية لتحرير فلسطين – القيادة العامة. وكانت الحالة قد أصبحت بائسة. «قوات النظام النظام لن ترفع الحصار عن المخيم طالما بقي المسلحين فيه» حسب ما قال المسؤول الفلسطيني الموالي للأسد، حسام عرفات. أدار الفلسطينيين في الضفة الغربية حملة لرفع الوعي حول الحصار. «التاريخ سوف يلعننا إذا سمحتم بموت سكان اليرموك من الجوع»، كتب على أحد الشعارات.